# Arcidiocesi di Damasco (Chiesa d'Oriente)
L'arcidiocesi di Damasco è una sede metropolitana della Chiesa d'Oriente, storicamente documentata dal VII secolo all'XI secolo.

## Storia
La prima menzione dell'esistenza di una sede episcopale nestoriana a Damasco è contenuta nel Liber Superiorum di Tommaso di Marga. Nel 630 la regina Boran inviò all'imperatore Eraclio I a Damasco un'ambasciata, di cui faceva parte anche il futuro patriarca Ishoʿyahb III, per delle trattative di pace; in questo contesto è menzionato Giovanni, indicato come "vescovo della diaspora damascena".
In seguito alla conquista araba e alla nascita del califfato omayyade con sede a Damasco (661), la Chiesa d'Oriente si sviluppò anche in questa parte del Medio Oriente, e probabilmente fu istituita canonicamente una diocesi nestoriana. In questo periodo la diocesi era suffraganea dell'arcidiocesi di Nisibi.
All'epoca del patriarca Timoteo I la sede di Damasco è attestata come sede metropolitana; infatti il metropolita Shallita prese parte alla sua consacrazione nel 780. Nell'831 il metropolita Sabrisho fu eletto patriarca della Chiesa d'Oriente.
Tra i metropoliti più importanti di Damasco c'è Eliya ibn ʿUbaid, noto anche come Elia al-Jawharī, o semplicemente come Elia di Damasco. Già vescovo di Gerusalemme, fu eletto alla sede di Damasco il 15 luglio 893. Fu autore di diverse opere di carattere teologico, tra cui la "Concordanza della fede", la "Consolazione dei dolori" e un'opera trasmessa con il nome di "Nomocanon arabicus", nella quale Elia fa un elenco delle diocesi nestoriane del suo tempo, suddivise per province ecclesiastiche. Elia attribuisce a Damasco 6 diocesi suffraganee: Aleppo, Mabbug, Gerusalemme, Mopsuestia, Tarso e Malatya. Abdisho bar Berika, metropolita di Nisibi agli inizi del XIV secolo, nella sua Raccolta dei canoni sinodali, attribuisce alla "metropolia di Damasco, di Gerusalemme e del Litorale" il secondo posto tra le metropolie "esterne" del patriarcato di Baghdad.
L'ultimo metropolita noto di Damasco è Marco che, durante il patriarcato di Abdisho II ibn al-ʿArid (1074-1090), sostituì il metropolita Giovanni, che era stato deposto.
All'epoca del patriarca Sabrisho III Zambur (1061-1072), la sede di Gerusalemme era stata elevata al rango di metropolia e nel secolo successivo ha unito il titolo di Damasco, sede presumibilmente soppressa. Nel XIII secolo il titolo di metropolita fu appannaggio dei "vescovi di Tripoli e Gerusalemme".

## Cronotassi
- Giovanni † (menzionato nel 630)
- Shembaiteh † (menzionato nel 741)
- Shallita † (menzionato nel 780)
- Shuhalmaran † (menzionato nel 794/798)
- Sabrisho † (prima dell'823 - 831 eletto patriarca della Chiesa d'Oriente)
- Giovanni † (prima dell'853 - 857 deceduto)
- Anonimo † (circa 860/872 - ?)
- Elia ibn ʿUbayd † (15 luglio 893 - )[5]
- Elia † (menzionato nel 1012)
- Giovanni † (? - circa 1074/1090 deposto)
- Marco † (circa 1074/1090 - ?)